# Aphalara curta
Aphalara curta är en insektsart som först beskrevs av Caldwell 1937.  Aphalara curta ingår i släktet Aphalara och familjen rundbladloppor. Inga underarter finns listade i Catalogue of Life.